# Lahıc

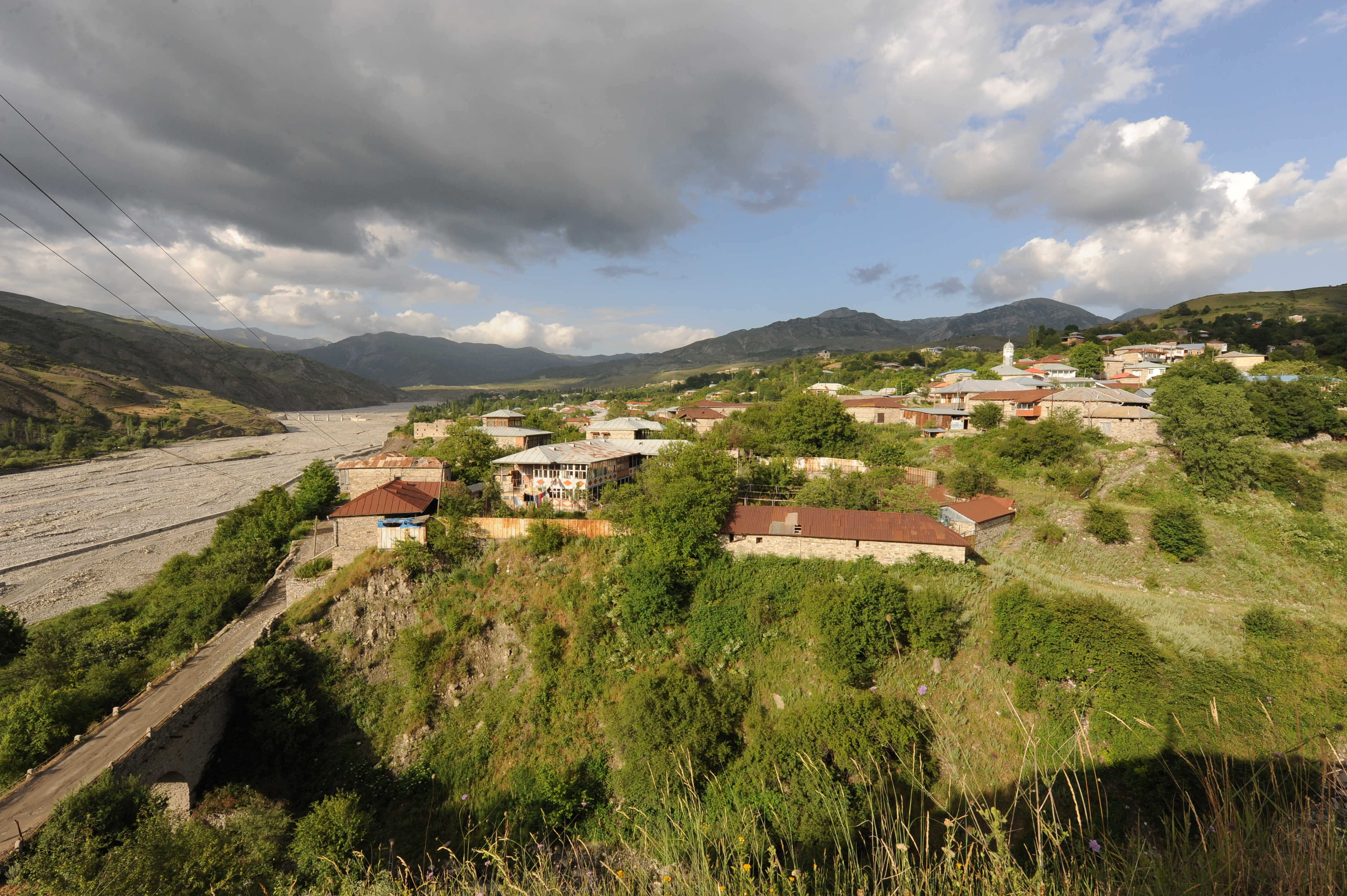
Blick auf Lahıc

Lahıc (aserbaidschanisch Lahıc; tatisch Löhij) auch Lahidsch, ist eine Siedlung städtischen Typs im Bezirk (Rayon) İsmayıllı in Aserbaidschan, etwa 180 km entfernt von der Hauptstadt Baku.
Die Siedlung Lahıc spielt eine prägende Rolle in der aserbaidschanischen Kultur, da es eine ihrer ältesten Städte ist und Teile der Geschichte in den Handwerksarbeiten abgebildet sind. 

## Lage
Lahıc liegt auf einer Höhe von 1400 Metern in einer Ebene zwischen den hohen Bergen des Großen Kaukasus. 
Dank der außergewöhnlichen Lage der Siedlung, zwischen dem linken Ufers des Girdiman Flusses und der Niyal Gebirgskette, hat sie die Charakteristiken einer Stadt in den Bergen mit Straßen aus Kopfsteinpflaster, jedoch ebenfalls weit umfassendes Abwassersystem und Wasserleitungen. Diese wurden laut manchen Experten um etwa 500–1000 n. Chr. aus Flusssteinen gebaut und zählen daher somit zu den ältesten Abwassersystemen in der Welt.
Traditionell ist die Stadt in 7 „Höfe“ (aserb.: məhəllələr) aufgeteilt, die, nach den Handwerkskünsten aufgeteilt, bewohnt werden: Aghali, Bedöyun, Pischta, Zäväro, Ärägit, Därelilo und Bagmidscha. Jeder Hof hat seinen eigenen Dorfplatz, Moscheen, Badehäuser (Hammams) und Friedhof. Der Großteil der heute erhaltenen Bauten in Lahidsch wurden zwischen dem 12ten und 14ten Jahrhundert gebaut. Da diese Region in Ismayilli als eine Erdbebenzone eingestuft ist, entwickelten die Einwohner von Lahidsch ihren eigenen Baustil und Techniken um widerstandsfähige Häuser zu errichten. Das erste Stockwerk der meisten Gebäude in Lahidsch wird traditionell als Werkstätte und Geschäft für die Hand- und Kunstwerke benutzt, während die Hausbewohner in den oberen Stockwerken leben.

## Geschichte
Die Überreste mehrerer uralter Gräber in der Gemeinde, wie die von Prinz (Atabey) Khaikhosrov I (1443–1500) des Samstkhe-Fürstentums, weisen auf das Vorhandensein menschlicher Siedlungen in Lahidsch bereits vor 1500 Jahren und weit früher.
Im Mittelalter entwickelte sich die Stadt zu einem wichtigen Zentrum des aserbaidschanischen Handwerks; viele Meister zogen aus der Region in die Stadt. Obwohl Lahidsch heute besonders für seine traditionellen Kupferschmieden bekannt ist, ist eine Vielfalt anderer Gewerbe heute noch in der Stadt aktiv: Goldschmiede, Schreiner, Holz- und Steinhauer, Maler, Schuhmacher, Textil- und Teppichweberein und viele andere. Die fertigen Produkte dieser Handwerkschaft kann man heute in den verschiedensten Museen und Ausstellungen aserbaidschanischer Kultur finden.
Erwähnenswerte Denkmäler sind die Moscheen. Die große Zavaro-Moschee wurde 1805 erbaut und war zu Sowjetzeiten ein Kino. Eine weitere Moschee (Agolu) wurde 1914 erbaut. In dieser Moschee ist heute das regionale Museum mit alten Teppichen, Waffen und Werkzeugen untergebracht. 

## Bevölkerung
Laut der 2019 Volkszählung hat Lahidsch momentan etwa 900 Einwohner. Ein Großteil der Bevölkerung besteht aus Taten (oder Tāt), eine der mehreren kaukasischen Völkergruppen, welche heute in Aserbaidschan leben, und sind zweisprachig: die Tatische Sprache gilt für viele als Hauptsprache, während Aserbaidschanisch von vielen als zweite Sprache gesprochen wird.

## Handwerkskunst

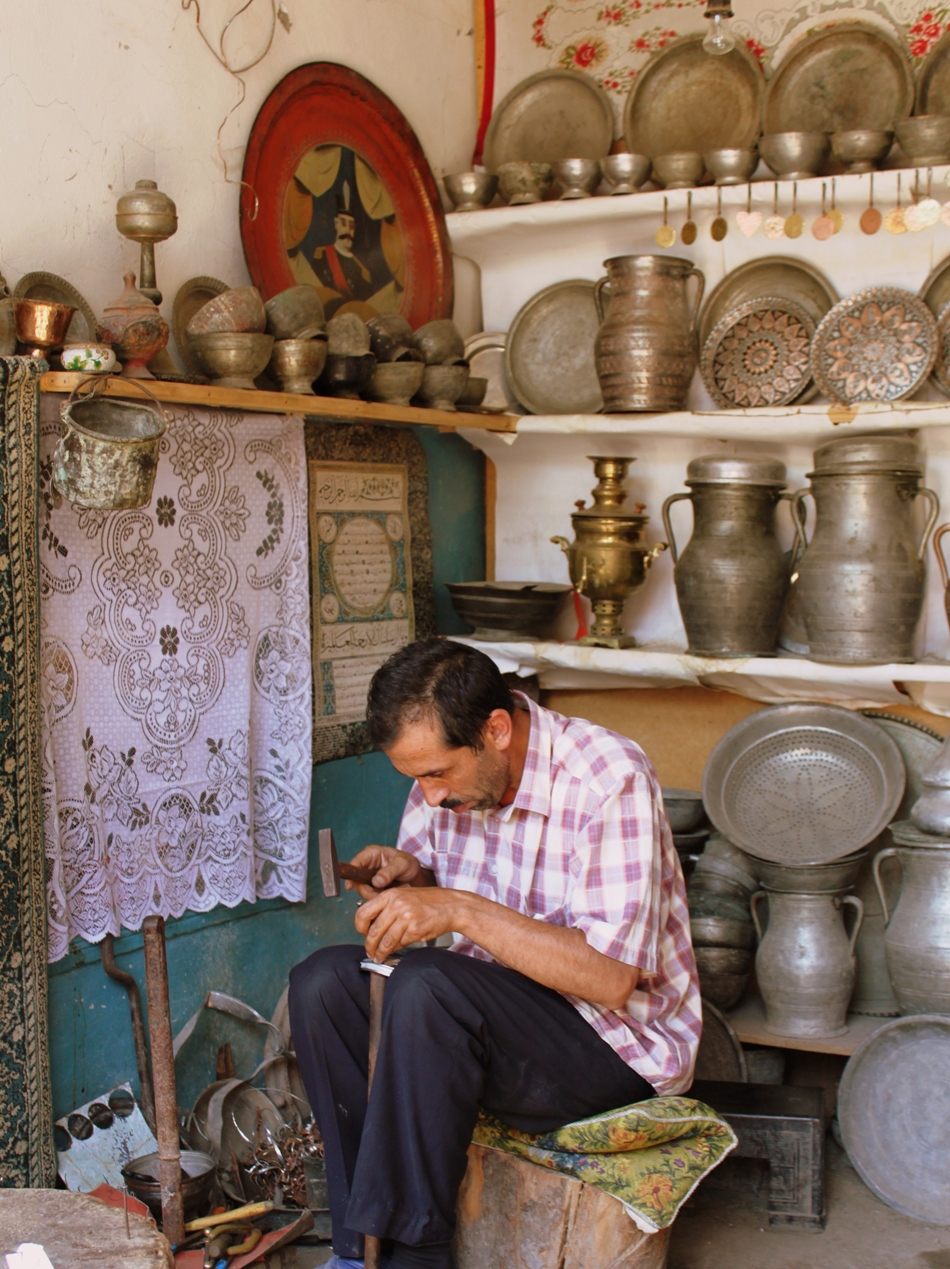
Kupferhandwerker bei der Arbeit in Lahıc

Die Handwerkschaft spielt die einflussreichste Rolle im Leben und der Geschichte der Siedlung Lahidsch. Bekannt für ihre Handwerkskunst im Kaukasus, siedelten viele Handwerkünste aus der gesamten Region nach Lahidsch und bereicherten die Siedlung mit ihren Kunstfertigkeiten. Die Lahidscher Kupferschmiede erfüllte nicht nur die Nachfrage an Kupferwerken der Khanaten und anderen Staatsformen innerhalb des heutigen Aserbaidschans; die fertigen Werke wurden im Fremdenhandel im gesamten Kaukasus so wie in den Iran und Anatolien verkauft. Der Kupfer Rohstoff wurde wie aus Aserbaidschan (Baku, Zangazur und Gadabey) so auch aus dem Ausland importiert, aus z. B. Georgien, Syrien, der Türkei, England und Abessinien (heutiges Äthiopien). Während den Jahren in der Sowjetunion wurden Importe aus dem Ausland gestoppt und Kupfer aus Russland und der Ukraine verarbeitet.
Im Mittelalter konnte man bis zu 127 verschiedene Arten von Schmieden und Handwerkerschaften finden, mit 250 Werkschaften. Obwohl manche dieser Arten über die Jahre verloren gegangen sind, versuchen die Bewohner der Stadt diese Tradition aufrechtzuerhalten und daher kann man auch heute noch die verschiedensten Handkunstwerker in Lahidsch finden. Um diese wichtige Säule der aserbaidschanischen Kultur zu unterstützen, sind Handwerker der Region von sämtlichen Steuern befreit.

Kebleyi Aliyev (* 1971) gehört einer fast 300-jährigen Kupferschmiede-Dynastie aus Lahıc an. Seine Werkstatt wurde im Jahr 1725 eröffnet, in der Aliyevs Kinder in der achten Generation arbeiten. Das in Lahidsch kunstvoll hergestellte Kupfergeschirr wird in den berühmtesten Museen der Welt ausgestellt, beispielsweise im Louvre.
2015 wurde  Die Kupferschmiedekunst in Lahij von der UNESCO in die Repräsentative Liste des immateriellen Kulturerbes der Menschheit aufgenommen.

## Bilder

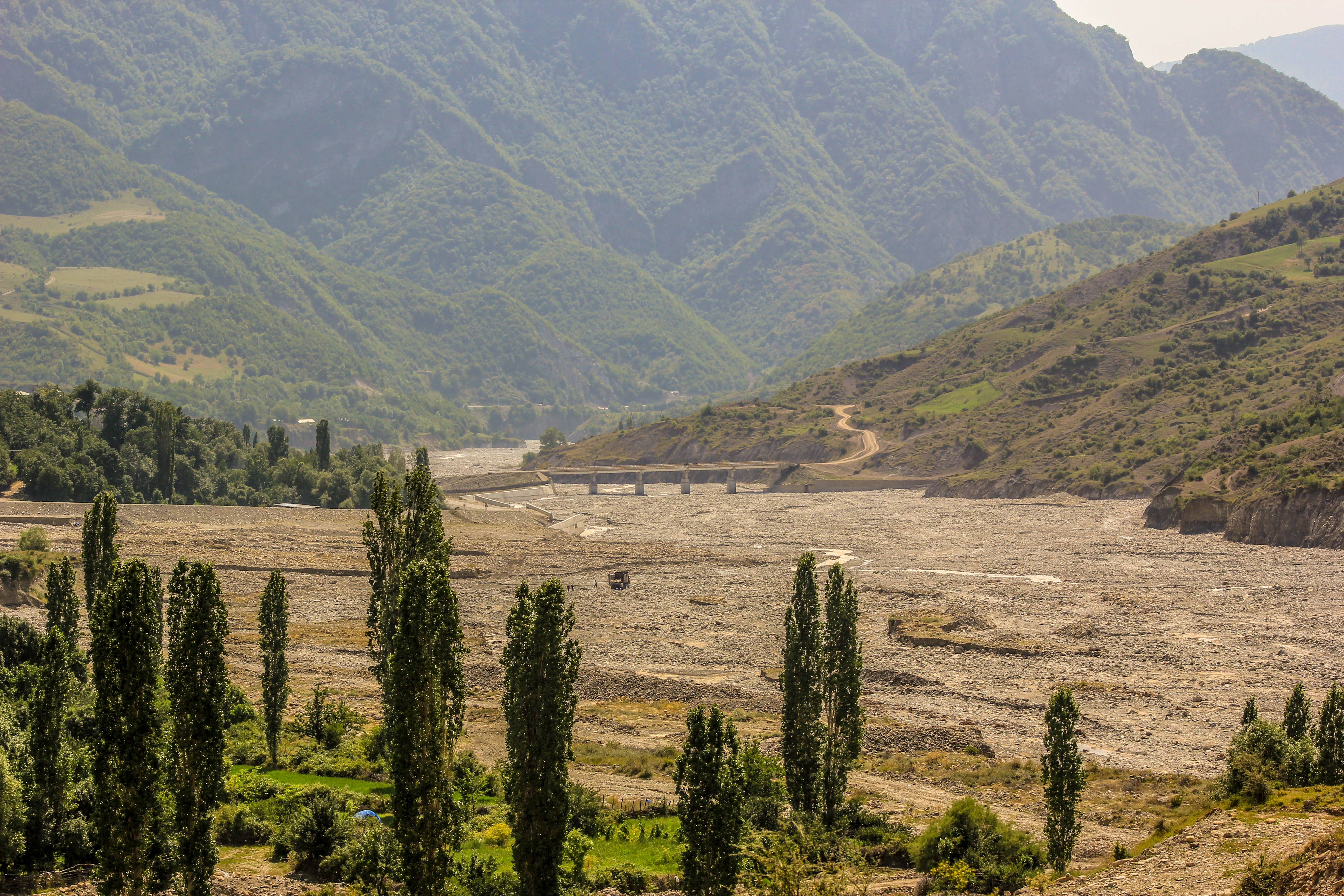
Natur des Dorfes Lahıc
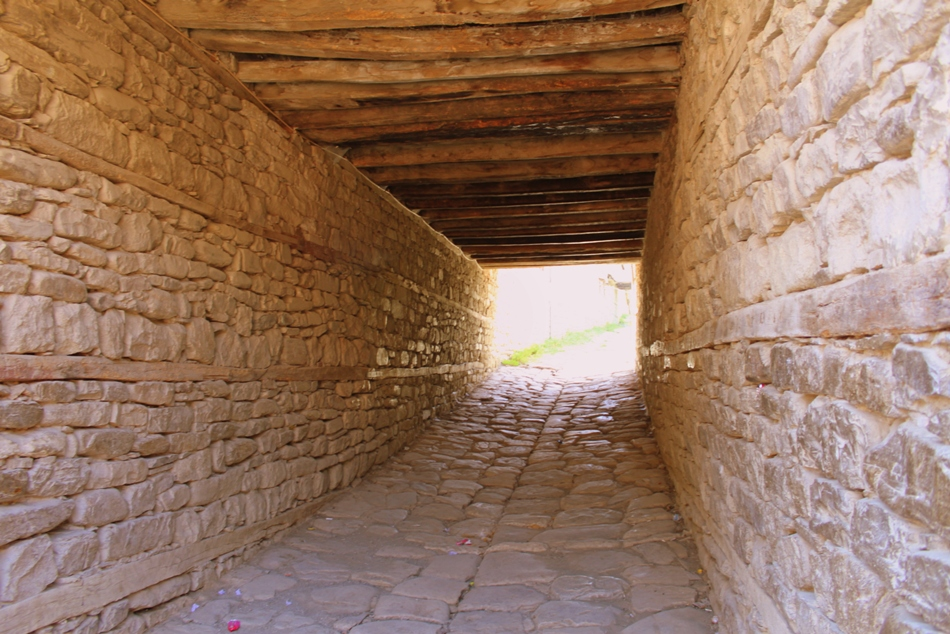
Dorfstraße
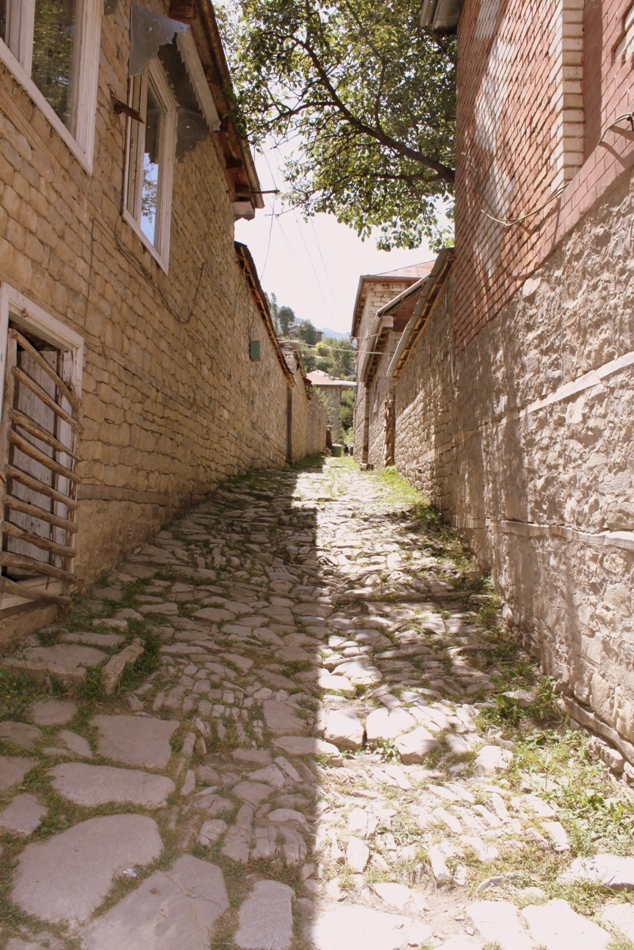
Dorfstraße
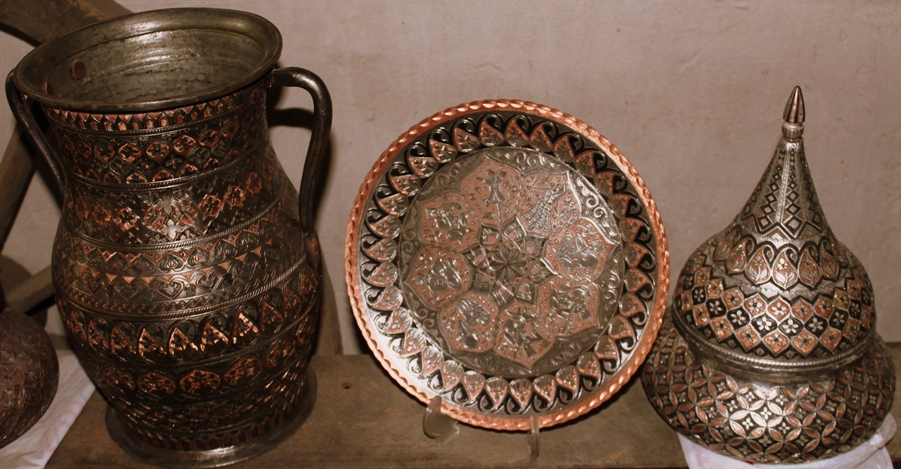
Handkunstwerke
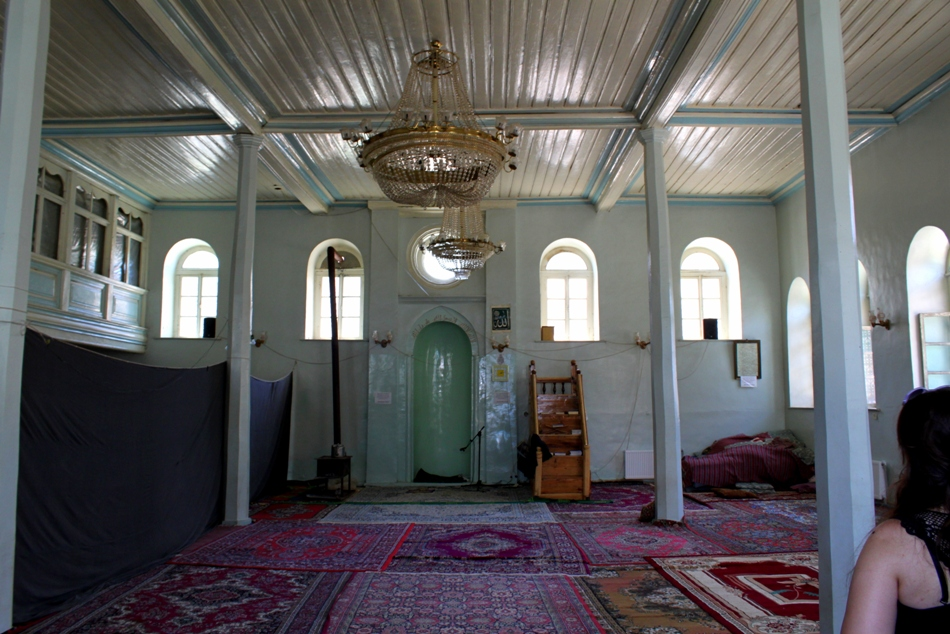
Inneres der Moschee von Lahıc